# Luis Alberto Lacalle
Luis Alberto Ramón Lacalle de Herrera (Montevideo, 13 de julio de 1941) es un abogado, periodista y político uruguayo que se desempeñó como presidente de la República Oriental del Uruguay desde el 1 de marzo de 1990 hasta el 1 de marzo de 1995.
Fue también representante nacional y senador. Fue presidente del Directorio del Partido Nacional en dos ocasiones, la primera de ellas entre 1999 y 2004 y la segunda desde agosto de 2009 a junio de 2011.
Fue líder del sector herrerismo y de Unidad Nacional. Disputó tres elecciones presidenciales: 1989, 1999, 2009. En 2004 perdió las internas de su partido frente a Jorge Larrañaga. Es padre de Luis Lacalle Pou, presidente de Uruguay de 2020 a 2025.

## Biografía

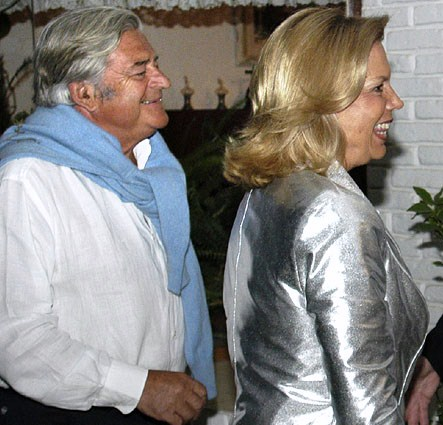
Luis Alberto Lacalle y su esposa, Julia Pou.

Luis Alberto Ramón Lacalle de Herrera nació el 13 de julio de 1941. Es hijo del matrimonio de Carlos Pedro Lacalle Nuñez (1909-1971) y Hortensia de Herrera y Uriarte (1908-2007), y es nieto por vía materna del célebre político y caudillo nacionalista Luis Alberto de Herrera. Tiene además una hermana, Inés Celestina. Es también medio tío segundo del político Luis Alberto Heber, ya que su abuela materna Margarita Uriarte Olascoaga (1871-1943), contrajo matrimonio en primeras nupcias con Alberto Heber Jackson y en segundas con Luis Alberto de Herrera, lo que la convierte en abuela de Lacalle por un lado, y bisabuela de Heber por el otro.
En 1961 comenzó a trabajar como periodista en el diario Clarín y en 1974 terminó sus estudios en la Universidad de la República al graduarse como doctor en Derecho y Ciencias Sociales.
En 1973, después del golpe de Estado, Lacalle fue arrestado y permaneció en la cárcel durante unas semanas.[cita requerida] Participó entonces, desde la clandestinidad, como opositor[cita requerida] al régimen dictatorial. En 1978 tuvo lugar un atentado contra su vida.[cita requerida]
En 1981 se desempeñó como columnista en los semanarios Correo de los Viernes y Opinar, hasta 1984 cuando pasó a ejercer como director del programa de radio Patria y Partido, programa que difundía las ideas del Herrerismo tras las elecciones que se avecinaban.[cita requerida]
Está casado con María Julia Pou, con la cual tuvo cuatro hijos: Pilar, Luis Alberto, Juan José y Manuel ; tiene cuatro nietos.
Lacalle, es miembro honorario del Club de Roma, también miembro del Club de Madrid y del Jerusalem Summit.

## Carrera política

### Inicios
Lacalle empezó su militancia política a los diecisiete años, en 1958, en las filas herreristas del Partido Nacional; acompañó a su abuelo Luis Alberto de Herrera en la campaña por las elecciones de 1958, que le dieron un histórico triunfo al Partido Nacional tras 93 años en la oposición.
Desde entonces ha venido desempeñándose en varios cargos públicos: como diputado, como senador y como presidente. Fue uno de los presidentes de Uruguay más jóvenes en el momento de asumir. Fue presidente del Directorio de su partido en dos ocasiones.
Lacalle es, como su abuelo, Luis Alberto de Herrera, el líder del sector herrerista del Partido Nacional. En 1971 fue elegido diputado por este partido. Ocupó ese cargo hasta el golpe de Estado que dio el hasta entonces presidente constitucional en funciones Juan María Bordaberry el 27 de junio de 1973.

### Durante la dictadura cívico-militar
A finales de 1973 fue detenido y sufrió dos semanas de reclusión. Desde entonces formó parte de la oposición semiclandestina que el Partido Nacional ofreció a la dictadura militar[cita requerida]. En agosto de 1978, Lacalle recibió botellas de vino enviadas por un desconocido que firmaba únicamente "M.D.N.", y que invitaba a "brindar por la Patria en su nueva etapa". Botellas iguales fueron enviadas también a los legisladores nacionalistas Carlos Julio Pereyra y Mario Heber. Los obsequiados relacionaron esto con los rumores de que en los próximos días iba a producirse un golpe militar aperturista dentro del propio régimen. Sin embargo, la realidad era otra, porque el vino estaba mezclado con un veneno muy potente. Lacalle no probó el vino alertado por su esposa, Julia Pou, que lo encontró sospechoso. No obstante, la esposa de Heber, Cecilia Fontana, murió nada más haberlo probado.
Fundó el Consejo Nacional Herrerista en 1981 de cara a las elecciones internas de 1982, en las que obtuvo una respetable votación. Se desempeñó como secretario general del mismo. Después de las elecciones de 1982 se convirtió en miembro del Directorio del partido y en 1984 comenzó a dirigir el programa radial nacionalista "Patria y Partido", que difundía los ideales herreristas.

### Restauración democrática en adelante
Ante la inminente restauración de la democracia, en 1984 pensó en presentar su candidatura a la presidencia, pero ante el evidente favoritismo electoral del wilsonismo, decidió respaldar la candidatura presidencial de Alberto Zumarán, con una lista propia al Senado. Así, en las elecciones de 1984 resultó elegido senador, y más tarde vicepresidente del Senado en 1987. De su imagen pública en la década de 1980, se dice que "tenía un perfil kennediano".

### Candidaturas presidenciales
En 1989 se postuló como candidato presidencial por el Herrerismo, resultando electo presidente. En 1999, tras vencer en las elecciones internas del Partido Nacional a Juan Andrés Ramírez, repitió su candidatura a la presidencia, pero resultó derrotado por Jorge Batlle.
En las elecciones internas de 2004 resultó derrotado por Jorge Larrañaga, quien se presentó así como candidato único del partido. Pensó postularse al Senado, pero por la acción de otros connotados dirigentes Lacalle permaneció en las sombras, limitándose a asumir un sillón en el Directorio del Partido.
A la larga, esta estrategia probaría sus frutos: en 2008, Lacalle volvió a ser un "presidenciable" con figuración notoria en las encuestas.
El 12 de abril de 2008 un congreso extraordinario del Herrerismo lo eligió como precandidato para las elecciones internas de 2009. También se promovió una moción para habilitar acuerdos con otros grupos políticos para conformar un nuevo espacio más amplio que incluyera personas provenientes de distintos sectores y partidos. Concretamente recibió el apoyo de Francisco Gallinal. En julio lanzaron conjuntamente el movimiento Unidad Nacional.

#### Candidatura en 2009
A lo largo de 2009, las encuestas fueron mostrando a Lacalle como favorito para ganar las internas, y lo presentaron como un serio desafiante de cara a los comicios de octubre. Un tema recurrente en su discurso político, lo constituyeron la inseguridad pública la cual se encuentra dentro de las principales preocupaciones de los uruguayos, y las declaraciones de la entonces ministra del Interior Daisy Tourné acerca de la "sensación térmica" al respecto, así como la instauración del impuesto IRPF por parte del exministro Danilo Astori, que Lacalle cuestionó fuertemente.
El domingo 28 de junio de 2009 la mayoría de los votantes blancos consagraron a Luis Alberto Lacalle candidato único del Partido Nacional para las elecciones presidenciales de octubre. Esa misma noche, Lacalle saludó a los demás precandidatos y le ofreció a Jorge Larrañaga completar la fórmula presidencial.
Según el politólogo Luis Eduardo González, estas elecciones internas marcaron un formidable cambio en la valorización del político Luis Alberto Lacalle por parte de la ciudadanía, comparable en cierto modo a lo ocurrido diez años atrás con Jorge Batlle Ibáñez.
Entre sus principales asesores cabe destacar a Mario Sampedro (seguridad pública), Fanny Trilesinsky (economía), Sergio Abreu (relaciones exteriores), Fernando Motta (salud) y José Carlos Cardoso (educación).
El 25 de octubre, Lacalle obtuvo una votación del 29,07 %. Como el Frente Amplio no obtuvo esta vez la mayoría absoluta, pasó a una segunda vuelta el domingo 29 de noviembre. Lacalle se abocó a tender puentes de cara a la segunda vuelta electoral. Apela al "equilibrio".
Se insistió mucho con la posibilidad de un debate televisivo, que no terminó de concretarse. En la segunda vuelta de las elecciones, celebrada el 29 de noviembre de 2009, la fórmula que integraba junto a Jorge Larrañaga obtuvo el 43,33% de los votos, perdiendo frente a la fórmula oficialista encabezada por José Mujica.
El 15 de febrero de 2010, Lacalle asume como senador titular por Unidad Nacional.

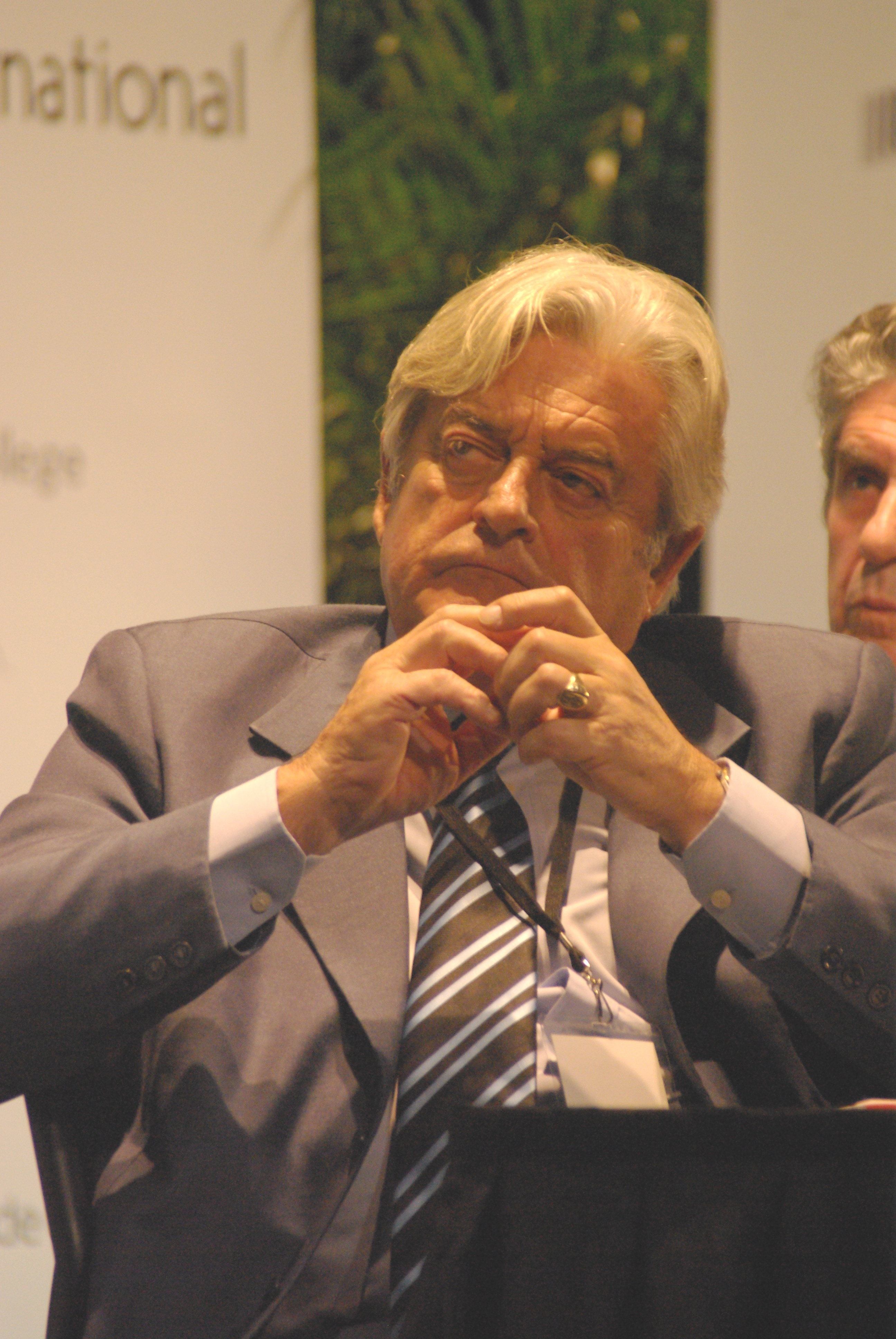
Lacalle en la Feria Internacional del Libro de Miami 2011.

### Historia electoral

#### Elecciones Presidenciales de 1989
Resultado de las elecciones de 1989 para la presidencia de la República.
| Candidato               | Partido                      | Votos            | Resultado |
| Luis Alberto Lacalle    | Partido Nacional             | 444 839 (22,57%) | Electo    |
| Líber Seregni           | Frente Amplio                | 418 403 (21,23%) |           |
| Jorge Batlle            | Partido Colorado             | 291.944 (14.82%) |           |
| Jorge Pacheco Areco     | Partido Colorado             | 289 222 (14.68%) |           |
| Carlos Julio Pereyra    | Partido Nacional             | 218 656 (10.63%) |           |
| Hugo Batalla            | Nuevo Espacio                | 177 453 (9.01%)  |           |
| Alberto Zumarán         | Partido Nacional             | 101 046 (4.91%)  |           |
| Hugo Fernández Faingold | Partido Colorado             | 14 482 (0.70%)   |           |
| Rodolfo V. Tálice       | Partido Verde Eto-Ecologista | 10 835 (0.53%)   |           |
| Bolívar Espínola        | Movimiento Justiciero        | 441 (0.02%)      |           |
| Juan Vital Andrada      | Partido de los Trabajadores  | 310 (0.02%)      |           |
| Nancy Espasandín        | Partido Convergencia         | 190 (0.01%)      |           |

#### Elecciones presidenciales de 1999
Resultado de la primera vuelta de las elecciones de 1999 para la presidencia de la República.
| Candidato            | Partido          | Votos            | Resultado      |
| Tabaré Vázquez       | Frente Amplio    | 861 202 (39,87%) | Segunda vuelta |
| Jorge Batlle         | Partido Colorado | 703 915 (32,59%) | Segunda vuelta |
| Luis Alberto Lacalle | Partido Nacional | 478 980 (22,17%) |                |
| Rafael Michelini     | Nuevo Espacio    | 97 943 (4,53%)   |                |
| Luis Pieri           | Unión Cívica     | 5109 (0,23%)     |                |

#### Elecciones presidenciales de 2009
Resultado de la primera vuelta de las elecciones de 2009 para la presidencia de la República.
| Candidato               | Partido               | Votos              | Resultado      |
| José Mujica             | Frente Amplio         | 1 105 262 (47,96%) | Segunda vuelta |
| Luis Alberto Lacalle    | Partido Nacional      | 669 942 (29,07%)   | Segunda vuelta |
| Pedro Bordaberry        | Partido Colorado      | 392 307 (17,02%)   |                |
| Pablo Mieres            | Partido Independiente | 57 360 (2,49%)     |                |
| Raúl Rodríguez da Silva | Asamblea Popular      | 15 428 (0,67%)     |                |

Resultado de la segunda vuelta de las elecciones de 2009 para la presidencia de la República.
| Candidato            | Partido          | Votos              | Resultado |
| José Mujica          | Frente Amplio    | 1 197 638 (52,39%) | Electo    |
| Luis Alberto Lacalle | Partido Nacional | 994 510 (43,51%)   |           |

## Presidencia (1990-1995)
Lacalle fue elegido presidente de Uruguay el 26 de noviembre de 1989, cargo que asumió el día jueves 1.º de marzo de 1990 para el quinquenio 1990-1995. Su programa de gobierno se tituló "Respuesta Nacional", era bien breve, compuesto por 16 medidas; había sido elaborado por técnicos del Instituto Manuel Oribe.

### Programa de gobierno y su contexto histórico
Al asumir la presidencia de la República, Lacalle anunció un conjunto de medidas que implicaban la acentuación de transformaciones de la economía otorgando prioridad a la reducción del déficit fiscal mediante una política de shock. El nuevo gobierno se propuso promulgar leyes como la del ajuste fiscal, la venta de los bancos gestionados por el Estado, la reforma del aparato estatal, etc.
Según lo que remarcaba el Programa de Gobierno, su aplicación debería “revisar y reformar las actividades industriales y comerciales del Estado”. La idea de reforma incluía “las reformas jurídicas más convenientes: sociedades de economía mixta, empresas privadas y propiedad estatal, concesiones totales o parciales de explotación, pasaje a la óribta privada y posibles desmonopolizaciones”. Lacalle se comprometía a “analizar caso por caso cada una de las empresas públicas” y a impulsar su modificación “por ley constitucional”.
Como trasfondo, es importante destacar que los años 1990 eran la época del fin de la Guerra Fría, por lo cual se fue imponiendo a nivel mundial el llamado Consenso de Washington, del cual fueron también partícipes otros presidentes latinoamericanos como Carlos Saúl Menem en Argentina, Fernando Collor de Mello en Brasil y Carlos Salinas de Gortari en México. De hecho, cuestiones como el "necesario achicamiento del Estado" y las privatizaciones, formaron parte de las propuestas de Lacalle en su campaña presidencial. Lacalle estaba centrado en reformas en el sector público, la seguridad social, educación, sistema impositivo, el descenso en los aranceles de importación y la reglamentación del derecho de huelga de los trabajadores. Así, la presidencia de Lacalle pondría sobre el tapete de discusión pública el nivel de intervención del Estado en la economía, su injerencia en materia social, laboral y educativa, el papel de las empresas paraestatales, y si se debía privatizar o no esas empresas, y de qué manera.

### La "Coincidencia Nacional"
La Coincidencia Nacional fue una especie de coalición con los socios políticos del gobierno: el Movimiento Por la Patria, el Movimiento Nacional de Rocha, Renovación y Victoria (liderado por el vicepresidente Gonzalo Aguirre) y las corrientes coloradas que tenían presencia en el gabinete: el Foro Batllista, la Lista 15 y la Unión Colorada y Batllista. Del Partido Colorado se autoexcluyó la Cruzada 94.
Esta coalición en realidad no fue tal, pronto quedó claro que la "Coincidencia Nacional" no sería un acuerdo permanente, sino esencialmente inestable. Lacalle debió negociar trabajosamente con todos los sectores participantes para alcanzar, a veces con unos y a veces con otros, ajustadas mayorías parlamentarias para aprobar solo algunas de las leyes que se proponía impulsar. Inclusive, sucedió que en plena votación detallada del articulado de una ley, un sector votaba a favor de un artículo y otro en contra de este, y al siguiente artículo la votación se invertía. La "Coincidencia Nacional" no tuvo bases sólidas, pues los propios sectores participantes tenían serias reservas con una política económica y social cuyos efectos presentían iban a ser cada vez más
impopulares. Jorge Batlle Ibáñez, admirador de Carlos Menem y de Domingo Cavallo, le reprochaba a Lacalle ser demasiado gradualista, en tanto que el Movimiento Nacional de Rocha del senador Carlos Julio Pereyra le reclamaba una política salarial más generosa con los trabajadores.
Las diferencias entre los sectores colorados eran notorias, más si se tiene en cuenta las hondas e irreconciliables diferencias personales entre Jorge Batlle Ibáñez y Julio María Sanguinetti. Esto se tradujo, en un paulatino retiró de sus ministros del gabinete; al final, hasta el propio Batlle llegó a provocar la caída del ministro de economía Braga "por ser demasiado gradualista".

### Política económica
Su política económica se caracterizó por ser socialdemócrata, por el deseo de lograr el desarrollo económico con la mínima intervención del Estado.[cita requerida] No se demostró interés en implementar políticas de redistribución de la riqueza, lo que resultó en cifras que reflejaban gran desigualdad al final del período de gestión en cuanto a nivel socioeconómico de la población. Un hecho importante fue la eliminación de los Consejos de Salarios, eliminando la posibilidad de participación de los trabajadores en la negociación para fijarlos junto a los empresarios, por lo que muchos que pertenecían a sectores menos sindicalizados quedaron en posiciones muy vulnerables frente a los empresarios. También hubo voluntad de privatizar gran cantidad de entes públicos, lo que finalmente no pudo ser llevado a cabo con la misma magnitud que en el contexto latinoamericano debido al rechazo con que reaccionó gran parte de la población.

#### Ajuste fiscal
El 6 de marzo de 1990 el presidente Lacalle remitió al Poder Legislativo el proyecto de ley de “ajuste fiscal” que fue aprobado, lo cual puso de manifiesto una celeridad que no se volverá a repetir durante todo el periodo de gobierno, el 31 de marzo. Contó con los votos del Partido Nacional, el Foro Batllista, el pachequismo y la Lista 15; se opusieron el Frente Amplio, el Nuevo Espacio y la Cruzada 94.
La ley de “ajuste fiscal” n.º 16107 significó:
- Un aumento de la tasa del IVA del 21 % al 22 %,
- Un aumento del impuesto a las retribuciones personales de acuerdo a la siguiente escala:
  - A) 3,5 % (tres y medio por ciento), quienes perciban hasta tres salarios mínimos nacionales mensuales.
  - B) 5,5 % (cinco y medio por ciento), quienes perciban más de tres y hasta seis salarios mínimos nacionales mensuales.
  - C) 7,5 % (siete y medio por ciento), quienes perciban más de seis salarios mínimos
- La creación del Impuesto a las Trasmisiones Patrimoniales,
- Un incremento de un 3,5 % en el aporte patronal al Banco de Previsión Social,
- Un aumento al 40 % de la tasa del Impuesto a las Rentas de la Industria y Comercio (IRIC), del Impuesto a las Actividades Agropecuarias (IMAGRO) y del Impuesto a las Rentas Agropecuarias (IRA).[25][26]

Un elemento adicional a considerar, fue el resultado del plebiscito constitucional, que indexó el aumento de las jubilaciones. En la campaña de cara a las elecciones, el propio Lacalle implícitamente había respaldado esta iniciativa, que en cierta forma era contradictoria con su afán de reducir el tamaño del Estado.
El gobierno fue duramente criticado por la implementación de este ajuste impositivo, calificado de "impuestazo", el cual provocó una caída del salario real de los trabajadores en 10 puntos porcentuales entre marzo y mayo de 1990.
Al mismo tiempo, sentó un antecedente: en la segunda presidencia del colorado Julio María Sanguinetti, tendría lugar un nuevo ajuste fiscal en 1995, y también otro en la administración de Jorge Batlle Ibáñez. Paralelamente aumentaban los gastos delnpoder ejecutivo, se destaparon en su segundo año de mandato los actos de corrupción ocurridos durante su gobierno, entre ellos el exasesor presidencial de Lacalle Pou Daniel Cambón y el exministro y expresidente del BCU Enrique Braga resultaron procesados por irregularidades en la privatización del Banco Pan de Azúcar.

#### Política cambiaria: la banda de flotación
Uruguay conservaba todavía fresco el recuerdo de la "tablita" a inicios de los años 1980 y sus nefastas consecuencias; sin embargo, en un país gobernado por un presidente convencido de las bondades de la libre circulación de capitales y moneda extranjera, se hacía necesario un mecanismo para hacer predecible la cotización de las monedas fuertes. Por otra parte, la inflación no cesaba debido a la emisión monetaria para financiar el déficit.
Así, se implementó un sistema de banda de flotación cambiaria con paridad deslizante, por el cual se preanunciaba la cotización del dólar dentro de un determinado rango. Con la intención de usar el tipo de cambio como ancla nominal, se definió una banda dentro de la cual el peso flotaba libremente contra el dólar, con una devaluación continua de esta moneda inicialmente del 4% mensual. Como trasfondo, hay que tener en cuenta que el Consenso de Washington indicaba la necesidad de mantener un tipo de cambio real, para asegurar la reducción de las barreras aduaneras fuera acompañada de incentivos al sector exportador. Pero el tipo comercial como ancla produjo atraso cambiario, particularmente en los primeros 3 años del gobierno de Lacalle. Las exportaciones no tuvieron crecimiento hasta 1994 y la balanza comercial se invirtió.
La versión uruguaya de un programa de estabilización basado en el tipo de cambio fue posible fundamentalmente por el flujo de capital extranjero, a una escala suficiente como para financiar el déficit de la cuenta corriente y contribuir a las reservas. No fue posible implementar una paridad cambiaria fija al estilo de la Argentina.

#### La deuda externa
La deuda externa fue uno de los temas prioritarios de la campaña electoral. La consigna de la izquierda política era no pagar la deuda externa, se insistía para que el Uruguay adoptara una posición de ruptura con los acreedores. Por el contrario, el colorado Jorge Batlle insistía en "vender el oro para pagar la deuda".
Desde el momento en que Lacalle asumió la presidencia, el Subsecretario de Economía, Nicolás Herrera, y el director del Banco Central del Uruguay, Agustín de Urtubey, viajaron varias veces a Nueva York para asistir a reuniones con el comité de bancos acreedores, con el fin de renegociar la deuda en el marco del Plan Brady. El resultado de las negociaciones se formalizó el 21 de enero de 1991 en el Edificio Libertad, donde el presidente Lacalle firmó el acuerdo, que supuso un canje de parte de la deuda que Uruguay tenía con bancos por deuda en bonos, los llamados "bonos Brady", con una quita. La operación supuso también una cancelación en efectivo de parte de la deuda, para lo cual se usaron reservas internacionales por 633 millones de dólares. Al acto de formalización del acuerdo concurrieron delegados de 71 instituciones acreedoras de Uruguay, encabezados por William Rhodes, presidente del comité de bancos. Una semana después se agregó la adquisición de 250 millones de dólares estadounidenses de deuda con Brasil.

#### Las empresas públicas
Apenas cincuenta días después de asumir la Presidencia y a las dos semanas siguientes a la aprobación del ajuste fiscal por el Poder Ejecutivo, el 13 de septiembre de 1990, el gobierno presentó al Parlamento un proyecto de “Ley de modificaciones del régimen de empresas públicas del dominio industrial y comercial del Estado”.
Las diferentes opiniones iban desde la expuesta por Jorge Batlle, partidario total de convertir las empresas públicas en sociedades anónimas, hasta las de Alberto Zumarán y Carlos Julio Pereyra, que abogaban para que el Estado las mantuviera bajo su control mayoritario abriéndolas para recibir capitales extranjeros. Después de febriles negociaciones para obtener un consenso se llegó a la redacción del texto final el 13 de septiembre de 1990, se aprobó por unanimidad de votos de todos los Ministros reunidos en el Consejo. Levantaron sus manos los Secretarios de Estado que respondían directamente a Batlle, Jorge Pacheco Areco, Julio María Sanguinetti, a Pereyra y al presidente de la República. El proyecto de ley suprimía varios monopolios estatales (como los seguros y la fabricación de alcoholes) y autorizaba a varios organismos (como Antel, Pluna y la Administración Nacional de Puertos) a asociarse con privados. También incluía la liquidación de ILPE, el organismo estatal dedicado a la pesca.
A mediados de 1991, la Ley de Empresas Públicas continuaba su lento trámite en la Comisión del Senado: tras ocho meses de estudios, se había resuelto quitar del proyecto la reforma del Puerto y de los servicios de Estiba por entender que el tema merecía una ley propia, en tanto que se habían agregado algunos artículos sobre el destino del dinero obtenido en los procesos de privatización futuros y establecimiento de sociedades anónimas mixtas para los acuerdos comerciales que celebrasen los entes con empresas privadas.
El 15 de mayo el tema ingresó al plenario del Senado, momento en el que Américo Ricaldoni en nombre del Foro Batllista hizo llegar al senador Ignacio de Posadas las observaciones del proyecto anunciando que su grupo no votaría cinco artículos. No ofreció alternativa a esos artículos, pero tampoco les señaló defectos sustanciales. El 25 de junio de 1991 veintiún senadores – todos los representantes de los partidos tradicionales con la excepción de Zumarán – alzaron la mano en el hemiciclo de la Cámara de Senadores para votar – en general – el proyecto de ley que comenzaba a revertir el papel que el Estado había mantenido durante décadas cumpliendo actividades industriales y comerciales. El bloque mayoritario – heterogéneo en su composición y con argumentos disímiles no se mantuvo a la hora de votar cada uno de los artículos que permitían la concesión de todos los servicios públicos a particulares. La discusión se había iniciado el 28 de mayo e hicieron falta ocho sesiones, en las que expusieron treinta Senadores. La votación final fue de 21 a favor (seis Herreristas, tres de Renovación y Victoria, tres de Movimiento de Rocha y los nueve colorados) y 10 en contra (siete del Frente Amplio, dos del Nuevo Espacio y Zumarán). El Foro Batllista (Sanguinetti) y la Cruzada 94 (Pablo Millor) no votaron cinco de los artículos, entre los que se encontraba el capítulo que concernía a las telecomunicaciones. En la Cámara de Diputados, asimismo después de maratónicas sesiones desarrolladas el 29 y 30 de septiembre, la ley fue aprobada.
Cuando el proyecto de ley todavía estaba en la Comisión, el Frente Amplio hizo pública su propuesta de poner en práctica el mecanismo de referéndum en caso de que la iniciativa fuera aprobada, porque “está en peligro buena parte del patrimonio nacional que el liberalismo irresponsablemente se dispone a entregar”. Agregaba que la reforma “nos dejará un Estado inoperante” y pondría “en juego la soberanía misma del país”.
A las 24 horas de promulgada la «Ley de Empresas Públicas», comenzó el plan privatizador que permitiese salir de la órbita del Estado a aquellas empresas que, como la «Compañía de Gas», «AFE», «ILPE» y «Pluna», entraban un déficit funcionario muy importante. El gobierno alegaba que el país pagaba mucho dinero para mantenerlas en servicio. Al mismo tiempo se conocían informaciones sobre el interés de las compañías telefónicas privadas en adquirir Antel, a través de contactos oficiales realizados por «France Télécom», la italiana «Stet», «Telefónica de España» y las norteamericanas «Nymex», «Bell Atlantic», «BellSouth» y «GTE».

En el marco de la ley aprobada el Uruguay inició el camino de las grandes reformas del Estado, concretándose la privatización de la «Compañía de Gas», que fue vendida al grupo francés «Gaseba»; se efectuó la liquidación de «ILPE», dejando el Estado de cumplir las tareas de pesca que pasaron a manos privadas a igual que los servicios de tierra en el Aeropuerto de Carrasco; se encaró la privatización del transporte aéreo al interior del país; se otorgó la concesión de servicios de agua potable y saneamiento en zonas de Maldonado, y se adjudicó el sistema de telefonía celular.
UTE empezó a adquirir electricidad generada por el sector privado.[cita requerida] Se puso en marcha, por régimen de concesión de obra pública, la construcción de la doble vía Montevideo - Punta del Este con una inversión privada que se estimó en unos cien millones de dólares[cita requerida], construida en grandes tramos durante la presidencia de Lacalle.
Se otorgó la concesión a privados para que explotaran diversos hoteles y paradores turísticos, iniciándose en la transformación radical del marco normativo con el decreto n.º 681/991 del 31 de enero de 1991 que declaró de interés nacional la actividad de inversión en categoría de Complejos Turísticos, y estableciéndose exoneraciones impositivas. De esta forma se mejoró sustancialmente el servicio por medio de medidas que facilitaron la importación para el reciclaje y puesta a nuevo de las instalaciones, en algunos casos, y construcciones modernas en otros, en más de cien complejos en todo el país por un monto estimado de 800 millones de dólares con un incremento del 40 % de la capacidad hotelera[cita requerida]. Punta del Este cambió su fisonomía con dos obras trascendentes: la construcción del moderno aeropuerto de Laguna del Sauce, con proyecto del arquitecto Carlos Ott; y la instalación del Conrad Punta del Este Resort & Casino en los terrenos de la Parada 3 que eran propiedad de AFE. Vendidos los terrenos, con el dinero obtenido se construyó el segundo liceo de Maldonado.
Paralelamente, al amparo de decisiones gubernamentales como la venta de los terrenos e instalaciones de la antigua cárcel de Punta Carretas, se iniciaba en Montevideo la mayor transformación comercial que durante décadas se operó en la capital del país con la construcción y habilitación al público de varios centros comerciales; además del preexistente Montevideo Shopping Center, se agregaron Punta Carretas Shopping y Portones Shopping Center.
Montevideo para ese entonces no tenía terminal de autobuses. Cada empresa disponía de su propio local, y estos locales estaban diseminados por diversos lugares de la ciudad, lo que dificultaba que los pasajeros adquirieran un boleto y tomaran ómnibus con destino a otra ciudad de Uruguay o de algún país vecino. Aunque de competencia Municipal, este problema fue solucionado por el gobierno de Lacalle, construyéndose la Terminal de Tres Cruces y, con ella, el cuarto centro comercial con que se dotó a la capital del país.
Mientras tanto en el Poder Legislativo ya tenían media sanción parlamentaria las leyes sobre desmonopolización de los seguros y alcoholes, en tanto que la Ley de reforma del puerto y la estiba también se encaminaba a su aprobación. Meses después, la sanción de la ley n.º 16426 que permitió el ingreso de compañías privadas de seguros para competir con el Banco oficial, hizo realidad una iniciativa que Lacalle había planteado en 1988 cuando era senador. La liberalización de la producción de alcoholes se pondría en marcha en el período siguiente pero, en cambio, los efectos de la Ley de reforma portuaria y servicios de estiba resultaron inmediatos: el tiempo medio de estados de los buques del puerto de Montevideo pasó de 78 horas a 34 horas y la reducción tarifaría alcanzó al 26 % en materia de importación y a un 33 % en cuanto al trasbordo y tránsito.

##### La opinión pública ante el proceso privatizador
El gobierno miraba con beneplácito que todas estas medidas que permitieron la inversión privada y la generación de puestos de trabajo, se agregaron a los resultados de la política económica impuesta. 
Sin embargo, no faltaban las críticas. En un país largamente habituado a épocas de proteccionismo y Estado benefactor, muchos sintieron el rigor de la inseguridad ocasionada por las nuevas reglas de juego; se veía al gobierno de Lacalle como "un liquidador del Estado batllista". Y esto, sumado a una situación incierta para varios asalariados en medio de una espiral inflacionaria que todavía costaba frenar, al crecimiento del desempleo a instancias de la liberalización que llevó a la quiebra decenas de industrias, la eliminación de la negociación colectiva como herramienta que brindaba oportunidades a los trabajadores para presionar al empresariado en el mantenimiento o alza del salario real y la desigualdad que todo esto traería (y que ya se evidenciaría sobre fines del mandato), fue acarreando creciente oposición. Una situación fácilmente comparable con la de otros países latinoamericanos, caracterizados por un fuerte intervencionismo estatal en su pasado reciente y con notorios movimientos sociopolíticos que tomaban como bandera la reforma social y económica sobre la base de un Estado vigorosamente expandido; el proceso privatizador chocaba con una cultura muy arraigada, en donde la empresa privada había quedado históricamente marginada como actor de debates y en el imaginario colectivo, ese Estado era sinónimo de buenas épocas.
El martes 10 de diciembre de 1991 la Comisión de Defensa del Patrimonio Nacional y Reforma del Estado, en un comunicado informó que existía acuerdo en ‘’’impugnar los artículos 1, 2, 3, 10 y 32’’’ de la Ley de empresas públicas. El grupo que tenía el respaldo del PIT-CNT y del Frente Amplio anunció que el lanzamiento de la campaña que marcaría el inicio de la recolección de firmas tendría lugar el jueves 19 de diciembre. Por su parte, en el Plenario del Frente Amplio las posiciones no eran unánimes. Incluso, antes de que se adoptara una decisión, el general Líber Seregni mantuvo una entrevista con Sanguinetti para auscultar su posición sobre una eventual campaña de recolección de firmas. El líder del Foro Batllista respondió negativamente mostrándose contrario a acompañar el referéndum.
La Corte Electoral informó que el número de habilitados para volar ascendía a 2.359.291 ciudadanos por lo que para poner en marcha el recurso de referéndum debía presentar al organismo electoral 11.796 firmas (5 % de los habilitados). Tras reunir las firmas, la Comisión las presentó a la Corte Electoral; se habilitó la consulta fijada para el 5 de julio de 1992. Ese día, solo un 20,6 % del total de habilitados (489.067 personas) concurrió a votar. Los resultados adversos generaron un grave enfrentamiento en la izquierda analizándose la decisión de retirar a sus delegados de la Comisión y no apoyar la segunda convocatoria prevista para el 1 de octubre. Pero pronto, la controversia se fue transformando en polarización de opiniones; el voto contra la Ley de Empresas Públicas, fue publicitado como “un voto contra la política económica del gobierno”. Así, en octubre de 1992, sobre un total de 738 405 votos emitidos, el 29.5 % de los votantes habilitaron la convocatoria al referéndum.
El gobierno detuvo su accionar y todos, unos y otros, quienes estaban a favor de la ley y aquellos que impulsaban su derogación parcial, se enfrascaron durante algo más de dos meses en una virtual campaña electoral. Los bandas estaban muy claramente definidos con una sola excepción: el Foro Batllista de Sanguinetti que, según expresiones de su dirigente Ope Pasquet se encontraba en un "brete diabólico". El 6 de octubre de 1992 el presidente Lacalle llamó por teléfono a Sanguinetti para invitarlo a una reunión con la finalidad de conversar sobre el tema del referéndum. Sorpresivamente escuchó como respuesta, la información de que el Foro Batllista estaba deliberando sobre el tema. Al día siguiente, apremiado por la necesidad de fijar posición, Sanguinetti se dedicó a la elaboración de un documento que expresaría la posición oficial del Foro, el cual fue leído a la dirigencia. Sostenía que "el país ha sido encerrado extremistamente por dos corrientes, una reaccionaria que dice disparatadamente que hay que destruir el Estado batllista y otra igualmente reaccionaria, aunque de izquierda, que pretende rechazar toda inversión que no sea uruguaya". El manifiesto pidió al gobierno "que considere modificar la ley" y a sus impugnadores "que entiendan también que el país no puede, sin más trámite, dar un portazo a la reforma del Estado y sacudirse de hombros como si eso fuera sin costo en el mundo actual". Finalmente, después de conocidas las primeras encuestas de "Factum" indicando que existía inclinación de 42 % sobre 28 % para apoyar la derogación de la Ley, el Foro Batllista resolvió sumarse al Frente Amplio y votar por el "Sí" a la derogación.
El domingo 13 de diciembre de 1992 el "Sí" recibió 1 293 016 contra 489 302 del "No", con 22 327 sufragios en blanco, 36 992 anulados y 100 191 observados, registrándose un total de 1 941 829 personas que concurrieron a votar (en porcentaje: 66,6 % por el "Sí"; 25,2 % por el "No"; 1,1% en blanco; 1,9 % anulados; y 5,2 % observados). Los cinco primeros artículos de la Ley de empresas públicas quedaron derogados. Este resultado sorprendió a muchos puertas afuera, en medio de una Latinoamérica en plena fiebre privatizadora.
El presidente Lacalle se presentó ante el público y admitió su derrota en esta ley. Sin embargo, lejos estuvo de caer su reformismo económico, como muchos habían pretendido; Lacalle continuó con la ejecución de su programa. Hubo un voto castigo contra un gobierno que se fue quedando cada vez más solo y, en particular, contra su política económica; el categórico resultado indicaba la resistencia generalizada de la gente a desprenderse del patrimonio nacional y su convicción de que la reforma del Estado es, a la vez, mucho más y mucho menos que la venta de las empresas públicas. Pero la ciudadanía juzgó además la gestión del gobierno y, en especial, su política económica; no sólo los opositores, también los socios blancos de Lacalle le pidieron que la flexibilizara. Pero en vano: el presidente anunció que seguiría en la misma línea, y llegó a atribuir su derrota a una "psicosis mayoritaria contra todo lo extranjero"  (algo que fue una característica histórica del discurso de Batlle y Ordóñez y el batllismo en general, principales enemigos políticos del herrerismo).

#### Bancos gestionados
Durante el primer gobierno de Sanguinetti el sistema bancario uruguayo había colapsado, y los líderes políticos de todos los partidos respaldaron la idea de que el Estado se hiciera cargo de las cuatro instituciones bancarias que estaban en quiebra: el Banco Comercial, el Banco la Caja Obrera, el Banco Pan de Azúcar y el Banco de Italia. Estas instituciones continuaron funcionando a pérdida. Sólo el Banco Central, en los cinco años de gestión estatal, acumuló 180 millones de dólares de déficit. 

##### Venta del Banco Comercial
El gobierno de Lacalle informó que la venta del Banco Comercial se realizaba a tres instituciones del exterior: Deutsch-Südamerikanische Bank de Alemania Federal, el Chemical Bank y el Credit Suisse, que entre los tres totalizaban un 74,3 % del paquete accionario, en tanto que las acciones restantes pasaban a manos del grupo inversor argentino encabezado por los hermanos Carlos y José Röhm.
Los compradores pagaron 30 millones de dólares en títulos de deuda externa (a su valor nominal y no de mercado) con la condición de que el Estado se quedara con la cartera pesada que tenía la institución. El ministro de economía de ese entonces, Enrique Braga, que fue quien en nombre del gobierno llevó adelante la operación junto con Uturbey y Rosario Medero, concluyó su informe a la prensa señalando que: “No creemos que sea un acto razonable seguir administrando una entidad financiera a pérdida y con riesgos futuros no cualificables cuando este gobierno está procurando reducir drásticamente su déficit y le ha pedido un gran sacrificio a toda la población”. Respaldando la operación, ese mismo día Ignacio de Posadas declaró a la prensa que la venta del Comercial fue "una brillante oportunidad para el Estado uruguayo".
De forma inmediata, el 11 de julio, en la Cámara de Diputados todo el Frente Amplio planteó en dos ocasiones el llamado a Sala del Ministro Braga, con el apoyo del Movimiento Nacional de Rocha. El Ministro Braga fue interpelado cinco veces por este tema en las diferentes ramas del Parlamento. Es más, en la cuarta ocasión en que concurrió a Sala para responder al Cr. Danilo Astori del Frente Amplio, el 22 de agosto de 1991 (catorce meses después de la venta) con los votos de la izquierda sumados a los del Foro Batllista, el Partido por el Gobierno del Pueblo, la Cruzada 94, el Movimiento de Rocha y Zumarán, se declaró “inconveniente para el país” la enajenación del Banco Comercial. En dichas interpelaciones, el senador Astori afirmó que quedó evidenciado que nunca se supo a cuánto se vendió a Röhm el Banco Comercial, que nunca se supo qué socios estaban detrás. En aquellas interpelaciones dieciocho Senadores concluyeron que se trataba de un pésimo negocio para el país. Las intervenciones, por ejemplo, del entonces senador Millor, fueron los comprobantes para que el escritor Gustavo Bernini (actual diputado del Partido Socialista - Frente Amplio), hiciera públicas las implicancias que había entre algunas autoridades del Gobierno y, precisamente, esos grupos empresariales a los que se les vendió el Banco Comercial.
Luego de la venta del Banco Comercial, el mismo pasó a ser gestionado por los hermanos Carlos Röhm y José Röhm, que fueron integrantes del Consejo Directivo del Banco Comercial entre 1990 y 2002.
El banco deja de ser gestionado por los hermanos Röhm cuando en el 2002, se produce una crisis económica en Uruguay teniendo uno de sus epicentros en este mismo Banco Comercial. Dichos hermanos renunciaron luego de la debacle financiera y el gobierno uruguayo inicia una investigación judicial cuando José Rohm denuncia por fraude a su hermano y socio Carlos Rohm, que era vicepresidente ejecutivo y ejercía la dirección general. Los Hermanos Röhm son considerados los artífices de una estafa financiera y un vaciamiento bancario que operaron como detonantes de la corrida de depositantes, y en definitiva de la crisis bancaria que sumió a Uruguay en la bancarrota.

##### Venta del Banco Pan de Azúcar
El viejo Banco Pan de Azúcar había sido gestionado por insolvente. La Corporación Nacional para el Desarrollo se había hecho cargo del paquete accionario; y se aprestó a reprivatizar el banco. Intervino en la negociación el presidente del Banco Central del Uruguay, Enrique Braga.
Para la compra del BPA, se destinó una suma estimada entre 90 y 95 millones de dólares de un total de 400 millones gastados en el salvataje de todo el sistema financiero. Incluyó aportes de capital para que los bancos pudiesen seguir funcionando y la absorción de pérdidas de algunos ejercicios anteriores. Para estas compras, el gobierno de Lacalle utilizó recursos propios y acudió a créditos internacionales, abultando con ello la deuda externa (específicamente el Banco Internacional de Reconstrucción y Fomento).
En el proceso de reprivatización el BCU recibió varias ofertas concretas de distintos bancos argentinos y brasileños, así como del francés Crédit Agricole, entre otros. En este proceso, Braga, como presidente del BCU, terminó finalmente por cursar la venta al Banknord Group, una fiduciaria italiana con dudoso respaldo de un pool de cinco bancos regionales italianos, cerrándose el negocio el 22 de marzo de 1994. 
Desde el comienzo, las negociaciones despertaron suspicacias en los partidos y prensa de oposición, así como en la Asociación de Empleados Bancarios del Uruguay (AEBU). La oferta aceptada fue de cinco millones de dólares, cuando poco antes se habían rechazado ofertas de quince y hasta treinta millones de dólares, provenientes de entidades financieras más reconocidas internacionalmente.
El argumento más fuerte esgrimido por el BCU fue que Banknord aseguraban la fuente de trabajo de los cuatrocientos empleados del banco y el compromiso “tácito” de “promover el desarrollo nacional”. Banknord no presentó los avales de los bancos regionales italianos que supuestamente se habían asociado para garantizar la compra, lo que aumentó las críticas a la operación. En septiembre de 1996, el BCU tuvo que retomar el control del banco ante la amenaza de quiebra existente y para preservar la estabilidad del mercado financiero.
El 16 de octubre de 1996 el juez penal José Balcaldi, tras 13 meses de investigación y luego de atender la acusación fiscal de. Barrios, ordenó el procesamiento con prisión del Cr. Braga por el delito de abuso innominado de funciones y de Daniel Cambón, exasesor presidencial de Lacalle, por el delito de “conjunción del interés personal con el público”.

#### Proceso de Desindustrialización y reducción de las tasas arancelarias
El gobierno de Lacalle impulsó un aumento de las importaciones de bienes de consumo (por la vía de la desgravación arancelaria y del atraso cambiario) que afectó fundamentalmente a la industria manufacturera. En el período de gobierno, la industria manufacturera pasó de representar el 25% del PBI a un 16 % del mismo. Las importaciones de bienes de consumo crecieron de 200 millones en 1990 a 800 millones en 1994. El cierre de dos empresas emblemáticas (Onda y Funsa) graficó la destrucción de empleos industriales y de servicios que llegaron al orden de los 90.000. Un decreto dictado en 1992 redujo las tasas arancelarias, que en el caso de las importaciones de bienes de consumo pasaron del 24 % al 20 %. Debido a la lista de productos negiciada en el GATT, la tasa finalmente quedó en 11 %.
En enero de 1994 el Senado interpeló al ministro Ignacio de Posadas y a Eduardo Ache, el ministro de Industrias. El interpelante, Hugo Batalla, hizo hincapié en el estado de crisis de varios sectores industriales (frigoríficos, textiles, curtiembres, vestimenta, metalurgia); se refirió al atraso cambiario y al desequilibrio de la balanza comercial. De Posadas no solo no contestó ninguna de las diez preguntas del interpelante, sino que de acusado paso a acusador: “Se pide que invierta en la industria. ¿Con qué? El Parlamento aprobó los gastos y dejó al Poder Ejecutivo sin margen”.

### Programa Nacional de Desburocratización
La nueva administración lanzó un Programa Nacional de Desburocratización que eliminó 1,7 millones de trámites anuales. 
Declaró la guerra a la burocracia, instaurando un programa para combatirla e invitó a la “rebelión del contribuyente” que dijo querer encabezar. Esta acción no necesitaba apoyo del Parlamento. De ahí la rápida puesta en marcha del Programa Nacional de Desburocratización (PRONADE) Alberto Sayagués y Laura Palma, trabajando con la consigna de “Vamos a hacerlo más fácil”, culminando con el decreto 500/91. El Banco de Previsión Social trabajaba con 3000 formularios diferentes, mientras que en toda Francia existían 5.700.

### Relaciones con el movimiento obrero
Durante la dictadura cívico-militar, se había reprimido y prohibido sistemáticamente toda actividad sindical, se habían deprimido los salarios, y durante los primeros años de retorno a la democracia, se intentó un duro camino de recuperación salarial en medio de numerosos conflictos obreros. Pero a su vez, la inflación galopante (llegó a más del 100 por ciento durante el primer año del gobierno de Lacalle) jugaba en contra de cualquier intento de recuperación salarial. Y para complicar aún más las cosas, en todo el mundo se venían poniendo en práctica políticas de desregulación laboral (que conllevaban, a su vez, una disminución "voluntaria" de la actividad sindical).[cita requerida] Hay quienes ven, además, detrás del programa económico de Lacalle, al accionar de numerosas trasnacionales y algunos organismos internacionales, que lisa y llanamente pretendían una apertura sin ningún límite del mercado uruguayo, lo que a la postre acarrearía la destrucción del aparato productivo del Uruguay.
La administración de Lacalle disolvió los Consejos de Salarios (órgano estatal de negociación colectiva de salarios y condiciones de trabajo). Como consecuencia enfrentó una férrea oposición del movimiento sindical, así como una abierta confrontación con la doctrina jurídica, en particular con las recomendaciones de la OIT.
Antes de asumir la presidencia, durante los meses de trabajo en el Parque Hotel, el entonces presidente electo había intentado poner en práctica otro de los anuncios de “La Respuesta Nacional” referidos a la búsqueda de una “coincidencia social” con los cuerpos intermediarios de la sociedad (asociaciones, gremios, cámaras y sindicatos). Mientras que los dirigentes de las asociaciones, gremios, sindicatos etc., le dieron una respuesta clara y tajante: “al nuevo gobierno, ni una hora de tregua…”.

#### Una "luna de miel" muy breve
De las amenazas pasaron directa y rápidamente a la realidad. El semanario “Búsqueda” del 15 de marzo, bajo el título de “El PIT-CNT comenzó a preparar a su militancia ante la perspectiva de un próximo enfrentamiento con el gobierno”, anunció que la primera movilización sería el 23 de marzo. Añade a continuación el artículo: “El ajuste fiscal, y la situación salarial de los empleados públicos y privados, la anunciada reglamentación del derecho a huelga, la privatización parcial o total de las empresas estatales y la aprobación de una nueva ley de enseñanza, son identificados por el PIT-CNT como los temas que originarán sus movilizaciones”.
Según Atilio Garrido, autor del libro Lacalle con alma y vida, pocos días después de que Lacalle asumiera la presidencia, los dirigentes sindicales estaban en "contra de todo lo que el candidato a Presidente había dicho que iba a hacer y que el pueblo, mayoritariamente, respaldó con su voto en las urnas". Más adelante expresaba el artículo que “se planteó a los sindicatos que tengan prontas medidas de fuerza para aplicar en caso de la presentación del proyecto de reglamentación del derecho de huelga o del paquete de ajuste fiscal […]. Para estos casos está previsto un paro con concentración ante el Parlamento". En la misma nota se da cuenta de que el responsable del sector sindical del Partido Comunista y dirigente del gremio portuario, Félix Díaz, sostuvo que los temas que están planteados “implican la supervivencia de las organizaciones gremiales ya que con la reglamentación sindical les quitan velocidad de reacción (…) y eso puede ser su castración”.
El paro convenido, con concentración ante el Parlamento, se realizó el 23 de marzo de quince a dieciocho horas, con concentración a las cuatro de la tarde ante el Palacio Legislativo. Algo inaudito en la historia de Uruguay, debido a que se realizó a los veintitrés días de asumir el nuevo gobierno. Aunque el presidente Lacalle pidió cooperación al PIT-CNT, el 21 de abril la central sindical anunció que no existe “posibilidad de tregua alguna”. Por su parte, la publicación del MLN del 25 de abril reclamó al PIT-CNT “dar la lucha en las calles, movilizados, resistiendo los embates del gobierno (…). Son tiempos de resistencia, de hacer la pata ancha para no perder más terreno aún, de pelear espalda contra espalda porque el enemigo es uno, y bien que no lo ha probado con este pacto les sirve de instrumento de dominio”.

#### Intento de reglamentación del derecho de huelga
El presidente Lacalle dijo que: “Es necesaria una legislación adecuada para el instituto de la huelga”.
Mientras que en el Seminario del PIT-CNT auspiciado por la OIT, Héctor Hugo Barbagelata destacó el «carácter ajurídico de las huelgas» como fenómeno social que no puede ser regulado por el derecho. Barbagelata señaló que toda iniciativa de esta naturaleza es un factor de perturbación de las relaciones obrero-patronales. Admitió que la ley debía limitarse a regular algunas de las consecuencias tales como sus efectos sobre el contrato de trabajo estableciendo que se trata de una suspensión y no de la ruptura de éste, o también en casos de infortunio colectivo puede determinarse por la ley el mínimo de servicio cuyo mantenimiento deben asegurar los huelguistas. (que debería ser asegurado por la autorregulación sindical).
A su vez el Secretariado Ejecutivo del PIT-CNT declaró públicamente que «el anteproyecto de reglamentación del derecho de huelga encubre un deseo de maniatar, domesticar y amansar al movimiento sindical. Una necesidad evidente a la hora de intentar aplicar una política de shock que disminuye el peso de la carga impositiva sobre los asalariados y jubilados (ajuste fiscal) redistribuye en forma regresiva el ingreso nacional, reduce fuentes de trabajo (disminución de la inversión) y entrega la soberanía (privatizaciones de empresas públicas). Prioriza, en definitiva, la buena letra frente al acreedor exterior, frente a las necesidades del país y su gente».

#### Conflictividad sindical y "diálogo social"
El 11 de julio militantes del SUNTMA (Sindicato Único de trabajadores del Mar y Afines), en conflicto, esperaron a Lacalle a la salida del Ministerio de Ganadería, Agricultura y Pesca, y ante su presencia comenzaron cantos soeces lanzando sobre el automóvil presidencial volantes titulados “La pesca en lucha”. Durante todo agosto los sindicalistas aplicaron una enorme acción obstaculizadora con paros de todo tipo con la plataforma de “resistir al gobierno, demanda de mejoras presupuéstales, contra el hambre y la desocupación”. En forma perlada fueron deteniendo sus tareas los trabajadores de los registros públicos afectando los trámites aduaneros, operaciones con automóviles e inmuebles.
Paralizaron sus tareas los funcionarios de la Dirección General Impositiva, los servicios de transporte urbano e intedepartamental, se detuvo la actividad en la enseñanza y el 24 de agosto se inició un paro general de 6 horas y una marcha hacia el Edificio Libertad. Esta última movilización se produjo once días después de haberse llevado a cabo otra reunión entre el presidente y el PIT-CNT. La violencia estuvo presente. Fueron heridos tres transportistas que realizaban servicio de emergencia.
Lacalle reaccionó durante su visita a Treinta y Tres, afirmando que los paros “cada vez tienen menos eco porque hay una mayor comprensión del trabajador en el sentido de que la dirigencia sindical está un poco retrasada”, y al día siguiente, en Florida, refiriéndose a las agresiones del transporte de emergencia, afirmó que no habría que admitir entre los orientales “los odios, las intolerancias, la violencia, el espíritu de sedición, ni el ataque a la esencia de la Patria, porque esa sí es intangible patrimonio que defenderemos”. La respuesta llegó pronto. Los tupamaros convocaron a un acto en el Palacio Peñarol para el 22 de septiembre con la consigna “¡ Defiéndanse! ha llegado al hora de organizar la pelea (…). No queda, frente a la actual situación, otra salida que proponer la lucha o la emigración”. Los comunistas afirmaron que “el país ha llegado a una cruz de los caminos”; por eso “las movilizaciones populares, la iniciativa política y los proyectos alternativos deben concentrarse en evitarle al Uruguay la reestructura conservadora”. El secretario general del Partido Comunista, Jaime Pérez, explicó que “el objetivo es doble, por un lado obstaculizar y pugnar porque no se cumpla el plan neoliberal (...) y por otro dar una ofensiva reivindicadora y democrática porque no podemos decirle a la gente que espera, que todo se va a arreglar en el 94”.
Después de casi 7 meses de permanentes enfrentamientos y reproches públicos, el gobierno y la dirección sindical entablaron el diálogo social: a partir del 24 de octubre cuando el ministro de Trabajo, Carlos Cat, anunció el inicio de una nueva era en las relaciones del gobierno con los gremios, abriendo, al día siguiente, la instancia negociadora en una reunión en la que comenzó a gestarse a fines de agosto cuando Lacalle, advirtiendo que las dificultades económicas y la creciente conflictividad podían hacer inmanejable para todos la situación del Uruguay, aceptó un ofrecimiento del diputado Rafael Michelini del PGP, para oficiar de nexo entre él Poder Ejecutivo y el PIT-CNT con el propósito de lograr algún tipo de entendimiento. Las conversaciones reservadas posteriores pasaron a un nivel político (García Pintos, Michelini y los sindicalistas, el socialista Eduardo Fernández y el comunista Rubén Villaverde quien afirmó que “si uno no encuentra un camino de consenso para los temas importantes, el país se puede ir de las manos”) e incluso técnico con los economistas Javier de Haedo y Juan Manuel Rodríguez, en Estados Unidos, durante su visita a comienzos de noviembre donde se entrevistó con el presidente George Bush padre, dijo Lacalle: “El gran diálogo nacional que fue abierto por el gobierno con los sindicatos y empresarios es positivo porque convierte la situación tensa en una discusión entre gente civilizada”.
Un aspecto a considerar en todo esto, era la necesidad de coordinar la política salarial con la evolución de la inflación. Se discutió mucho si indexación sí o no, y si debía ser sobre la base de la inflación pasada o la inflación esperada.
El diálogo social permitió una paz gremial momentánea, ya que su desarrollo puso al descubierto y desnudo ante la opinión pública, las grandes diferencias que se planteaban dentro de la central obrera sobre los procedimientos a poner en marcha contra la administración de Lacalle. Surgió la definición de duros y blandos que históricamente comenzó a gestarse en el movimiento obrero uruguayo cuando los comunistas fueron retrocediendo y perdiendo dominio en los gremios ante la aparición de los tupamaros, que tomaron al movimiento sindical como el campo más apropiado para el arraigo de sus ideales de lucha. Por eso, el dique con que el gobierno del Presidente Lacalle pretendió controlar las exigencias sindicales, tras unos pocos meses comenzó a ser sucesivamente perforado por nuevas movilizaciones que se reiniciaron en 1991 y continuaron durante el año siguiente (anestesistas, jueces, maestros, transporte), adquiriendo su punto culminante cuando estalló el conflicto en un sector laboral sin sindicato: el de los policías.

#### Paro policial
El 16 de noviembre de 1992, un predio situado frente a la Guardia de Coraceros, a la vista de la oficina del presidente Lacalle en la séptima planta del Edificio Libertad, fue elegido como escenario para realizar la segunda huelga policial en la historial del Uruguay. Una joven de 28 años, Sandra Dodera, se convirtió en portavoz de los agentes movilizados. Dodera ocupó durante varios días el primer plano mediático mostrando un desenvolvimiento poco común. Funcionaria de la Intendencia de Río Negro, se incorporó oficialmente al Frente Amplio. [cita requerida]Después de la huelga volvió al anonimato. Luego, en 1993, Dodera fue procesada al considerarse probada su participación en “reiterados delitos de abuso de funciones”, sin descartar que al avanzar la investigación “salgan a luz otros elementos probatorios, que permitan eventualmente ampliar la imputación delictual”.
El Poder Ejecutivo recurrió al ejército, que accedió a patrullar la ciudad sin involucrarse en ninguna medida que coartara los reclamos,[cita requerida] poniéndose en práctica lo que llamó el "Plan Cuerda", situación que generó el primer desencuentro entre el presidente Lacalle y el comandante en jefe, general Juan Rebollo. Durante la sesión del Consejo de Ministros donde se analizó el tema, preguntado sobre la posibilidad de contar con las Fuerzas Armadas para emprender otro tipo de acciones el Comandante en Jefe se mostró vacilante, actitud que no correspondía al cargo que ocupaba. Durante el desarrollo de la sesión se produjo un sabotaje cuya noticia no fue muy difundida.[cita requerida]
Cortaron la energía eléctrica del Edificio Libertad y anularon la emergencia. Los generadores no se encendieron, por lo que el presidente y los Ministros tuvieron que bajar por las escaleras, a oscuras, iluminados por la lucecilla que proyectaba un cigarrillo encendido por el primer mandatario.
Fue entonces que Lacalle consultó al general Fernández para saber si el ejército podía desalojar a los huelguistas del predio. La respuesta fue positiva. “La acción se lleva a cabo en una hora, pero puede haber 30 muertos…”. Fue entonces que Lacalle desistió de esta posibilidad.
Esta decisión de los militares determinó que en la negociación con los policías – llevada a cabo por el subsecretario del Interior, Carlos Moreira – el Poder Ejecutivo tuviera que ceder más allá de lo previsto, lo que inmediatamente alentó la multiplicación de la conflictividad que vivía el país y el predominio de los radicales (los duros) del PIT-CNT. El sindicato de enseñanza propuso no comenzar las clases en 1993 si sus reclamos salariales no eran atendidos; el 23 y 24 de noviembre se paralizó el transporte por 48 horas y los empleados de salud pública no trabajaron durante 60 horas con la consigna: “los policías tienen armas, nosotros tenemos jeringas…”.

#### Huelga en la construcción
En 1993 se produce la huelga más larga de la historia de la construcción en el Uruguay, 83 días. La huelga fue motivada por el intento del gobierno de rebajar los salarios, imponiendo una pauta salarial por debajo del índice de inflación. La huelga fue una prueba para el gobierno, para los empresarios, para el SUNCA (Sindicato Único Nacional de la Construcción y Anexos), para los militantes y para cada trabajador. El sindicato ocupó todos los centros de trabajo en el país. Creó comités de huelga en las obras, y tanto en los departamentos del interior como en Montevideo, desarrolló una política muy fuerte de alianzas con otros sectores de la sociedad, que logró un importante apoyo a los huelguistas. Estableció una política de comunicación con la sociedad en general que permitió una relación directa con ella. Los piquetes de huelguistas establecían esta comunicación, subiendo al transporte público y explicando a viva voz cuáles eran sus problemas y entregando volantes que describían y explicaban la situación.
El acuerdo con el cual finaliza la huelga rompe con la pauta salarial y establece la creación del Fondo Social, con aportes de los empleadores y de los trabajadores.

#### Corolario
Durante el gobierno de Lacalle se impuso en algunos casos la creación y en otros la puesta en funcionamiento de instancias con la participación de actores políticos y sociales.[cita requerida] Los casos más relevantes fueron: La integración del directorio del Banco de Previsión Social con representantes de los empresarios, trabajadores (a partir de ternas propuestas por el PIT-CNT), jubilados (el veterano dirigente de jubilados Luis Colotuzzo); la creación de la Junta Nacional de Empleo (JUNAE) con la interacción de delegados de los trabajadores y empresarios, y la creación de la Comisión Sectorial de Mercosur (Comisec), donde el sector público – a través de varios ministerios, la OPP y empresas públicas – analizaba con empresarios, sindicalistas y organizaciones cooperativas los impactos del Mercosur para el Uruguay y las estrategias del país para una mejor participación en el proceso de integración regional. Resulta en cierta medida contradictorio que precisamente el gobierno impulsor de medidas de corte neoliberal y que tuvo los enfrentamientos más duros con sectores sociales, haya sido también el que generó estas instancias de diálogo en temas sustanciales como empleo, seguridad, integración regional, etc[cita requerida]. Una posible explicación es que el gobierno nacionalista era menos vertical en cuanto a los ministerios y sus conductores. A la luz de estas experiencias, se comenzó a gestar una nueva cultura de vinculación entre organizaciones sindicales empresariales, empresas y gobierno, que marcaron un punto de inflexión transformador.

### Salud Pública
En julio de 1991, el entonces ministro de Salud Pública de Lacalle, Carlos Delpiazzo, suspendió el reparto de preservativos en los centros de salud, aduciendo razones de orden moral y religioso, generando rechazo en los sectores vinculados a la sanidad en el país, y a buena parte del sistema político. Esta decisión estuvo motivada por la aparente pertenencia de Delpiazzo al Opus Dei.

### Jubilaciones
En un referéndum realizado junto a la elección de 1989, la ciudadanía aprobó una reforma constitucional por la cual se establecía que los aumentos de las jubilaciones deberían ser fijados al nivel promedio de los salarios. Esto fue problemático para la intención de Lacalle de recortar vigorosamente el gasto público; además del muy discutido "Ajuste fiscal", se vio obligado a recaudar impuestos todo el tiempo para cumplir con el mandato popular de incrementar las jubilaciones.
Como resultado, hacia 1994 el promedio de las jubilaciones había aumentado en términos reales un 40 %, el nivel de vida de los jubilados mejoraba, pero también se acentuaba la necesidad de una reforma de la seguridad social.

### Política Internacional
Lacalle recorrió casi toda América, donde tejió especialmente lazos de amistad con los presidentes Patricio Aylwin y Carlos Menem. Viajó además a China, Canadá, México, el Reino Unido y la Comunidad Europea, con numerosísima delegación empresarial, procurando ampliar el comercio. También mantuvo una muy estrecha vinculación con autoridades e instituciones americanas, donde su discurso expresado en perfecto inglés, pretendía atraer a un auditorio selecto. Con el presidente George Bush (padre), cultivó una estrecha amistad. En la última Cumbre Presidencial que asistió (en Miami), ya pasados los comicios, su intervención se centró en la necesidad de que EE. UU. abriera su economía a Latinoamérica, si quería, en realidad, colaborar con su desarrollo y cuidar su estabilidad.

#### Mercosur e Integración regional
Las negociaciones sobre integración de mercados entre Argentina y Brasil habían avanzado mucho durante los gobiernos de Alfonsín en Argentina y José Sarney en Brasil, pero tomaron gran velocidad con la llegada al sillón presidencial, de Menem en Argentina y de Fernando Collor de Melo en Brasil. Se fijó fecha para la firma del acuerdo de integración para el 6 de julio de 1990. Hasta ese entonces Uruguay, que había desarrollado dos acuerdos de profundización comercial con Argentina y Brasil (conocidos por PEC Y CAUCE respectivamente) no participaba de las conversaciones entre los vecinos, con relación a una integración mayor. Así, cuando el canciller Héctor Gros Espiell se entera de la fecha aludida, informa a Lacalle la inminencia del acuerdo argentino-brasileño.
Allí hubo una circunstancia que alienta al gobierno uruguayo a gestionar velozmente, ante Brasil y Argentina, su inclusión en el proyecto de integración; hubo un cambio radical de posición de la Cámara de Industria (dirigida entonces por Pedro Nicolás Baridón y Helios Maderni) que, de renuente, pasa a ser partidaria de la integración, cosa que impulsa al gobierno a moverse en ese sentido. Con ese ambiente, rápidamente, Lacalle se decide a no perder el tren y así se lo encomienda a su Canciller. Después de varias reuniones de este y del Ministro de Economía con sus pares de Argentina y Brasil, Uruguay es aceptado como integrante pleno del futuro Mercosur.
Lacalle, considerando que ese paso es una cuestión de estado, convoca al Edificio Libertad a los líderes de todos los sectores políticos representados en el Parlamento. Recibe el apoyo unánime y explícito de todos. La cancillería uruguaya comandada por el propio Ministro Gros Espiell y el director de Asuntos Económicos Miguel Berthet empezaron, junto con Braga y sus asesores los economistas Gustavo Licandro e Isaac Alfie, a concordar los mecanismos de integración que ya se prevén en el futuro Tratado de Asunción.
El tema Mercosur ocupó, normalmente, los órdenes del día del gobierno, durante todo el periodo. No sólo fueron figuras los cancilleres (en la etapa de Sergio Abreu, al acercarse los plazos finales, se multiplican reuniones y gestiones) o los ministros de Economía y Finanzas. También otros ministros participaban en ese tipo de rondas, especialmente el Ing. Álvaro Ramos, titular de Ganadería, Agricultura y Pesca y junto con todos ellos un grupo de asesores selectos (Berthet, Sienra, Cardoso, García Peluffo, Galdós Ugarte, etc.), los que tenían que absorber la ventaja, en tiempos, que llevaban los numerosos equipos argentinos y brasileños y debían multiplicar esfuerzos para armonizar los intereses y estructuras uruguayas a la nueva realidad que imponía la integración. Desde la firma del Tratado hasta la reunión en Ouro Preto, decenas fueron los tropiezos, fricciones y desajustes que tuvieron que sobrellevar los negociadores uruguayos, para hacer posible una equitativa participación del país en el mercado común que se anunciaba.
Paralelamente al Mercosur, una clara concepción geopolítica impulsaba el gobierno para consolidar el convenio de Transporte con Argentina, Brasil, Bolivia y Paraguay, denominado, término acuñado por el presidente, Hidrovía. Para Lacalle era la expresión práctica de la denominada "política de meridianos" que el Uruguay debe propiciar para complementar los vínculos con los países mediterráneos y facilitar su condición de usuarios regionales de nuestras instalaciones portuarias.
Mercosur e Hidrovía dieron que hablar bastante en todo el período.
La Hidrovía, que ya venía con el empuje que el exministro colorado Jorge Sanguinetti le había dado, tiene un momento de fulgor inicial cuando empiezan los trámites para convocar el llamado al dragado del canal de Martín García y continúa, con visita presidencial incluida, a lo que se llamaba Puerto Quijarro, obra del empresario Joaquín Aguirre Lavayén, en Bolivia y a lo que sería el corredor fluvial por donde las ricas regiones del Mato Grosso del Sur y Rondonia sacarían su producción. Problemas físicos (calados) y burocráticos obstaculizan el desarrollo del proyecto; el alejamiento de Jorge Sanguinetti de la Comisión de Transporte de la Cuenca del Plata la priva del impulso de su experiencia y una advertencia desde la Caru por su integrante y experto González Lapeyre, de que Argentina no cumplía con su parte para habilitar la navegación aguas arriba de la Represa de Salto Grande y que la normativa vigente en Uruguay privilegiaba el transporte carretero por encima del fluvial, prendieron luces amarillas al momento de calibrar la real vigencia de la Hidrovia, en tiempos hábiles.
En tanto en relación con el Mercosur, las prevenciones públicas, en ocasión de aprobarse el Tratado, que había hacho el exdirector ministerial del gabinete anterior, embajador Gustavo Magariños, se concretaban. La negativa de Argentina y Brasil de darle, de inicio, un trato diferencial, como socio, al Uruguay, por su menor porte económico, el no haber acordado algunas políticas macroeconómicas comunes, la lucha difícil con Brasil por reducir el arancel externo común, las trabas no arancelarias que se imponían a nuestras exportaciones y la masiva importación de trigo subsidiado que Brasuil realizaba desde Estados Unidos, todo ello ya en los primeros meses, indicaban las dificultades de alumbramiento y puesta en marcha del recién creado Mercado.
El Mercosur en cuestión significó un entendimiento con los países vecinos, con vistas a crear un mercado común en materia comercial. Esto tuvo sus pros y contras; muchos empresarios, acostumbrados todavía a viejas épocas de sustitución de importaciones y mercado chico, apostaron a que el Mercosur no funcionase. Las industrias de Argentina y Brasil tenían muchísima más capacidad que cualquier fábrica uruguaya, lo cual hacía peligrar la viabilidad de la industria nacional.
Pero otros vieron en el Mercosur una oportunidad, pensando en acuerdos de complementación, y también, en especializar al país en prestación de servicios. De hecho, Uruguay ya venía funcionando como una interesante plaza financiera regional, ayudado por el secreto bancario y la tradición de intervenir bancos en problemas; entonces, muchos proyectaron una imagen a futuro de país "chico pero eficiente", dedicado a la banca y al turismo.
Lo cierto es que el Mercosur fue un marco que sirvió para consolidar las incipientes democracias en Sudamérica, que salían de oscuros periodos militaristas.

#### Relaciones diplomáticas con España

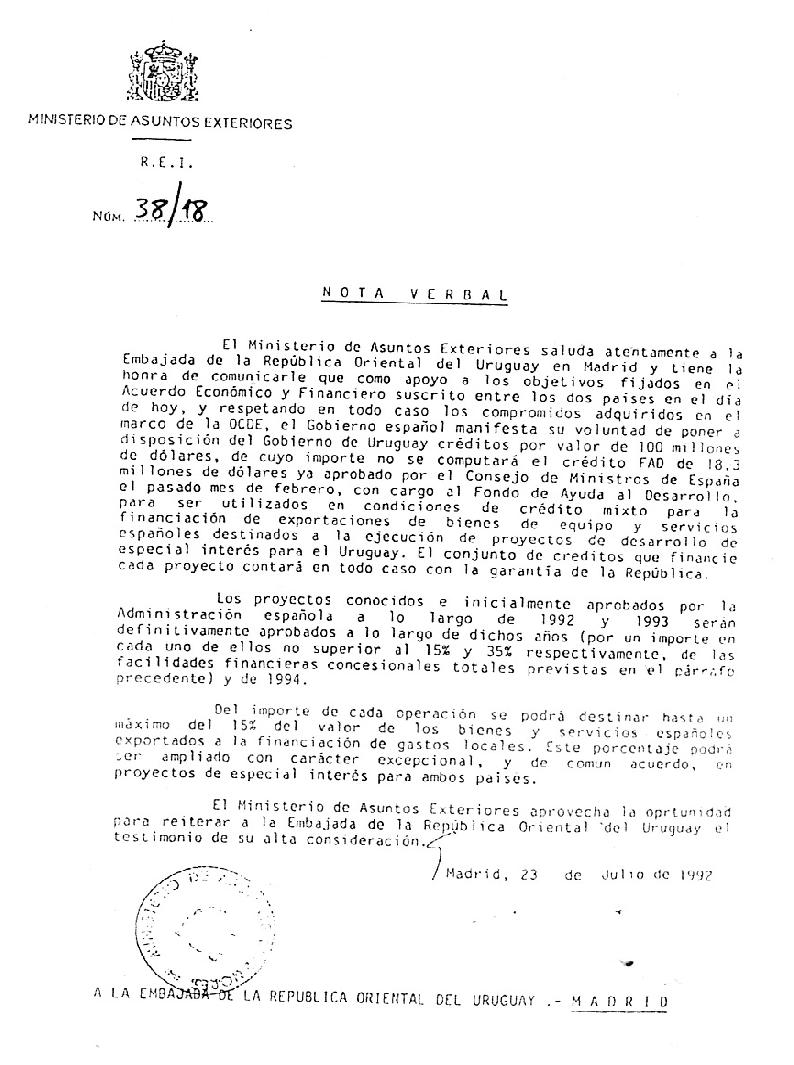
Primera Parte del Tratado de Cooperación y Amistad

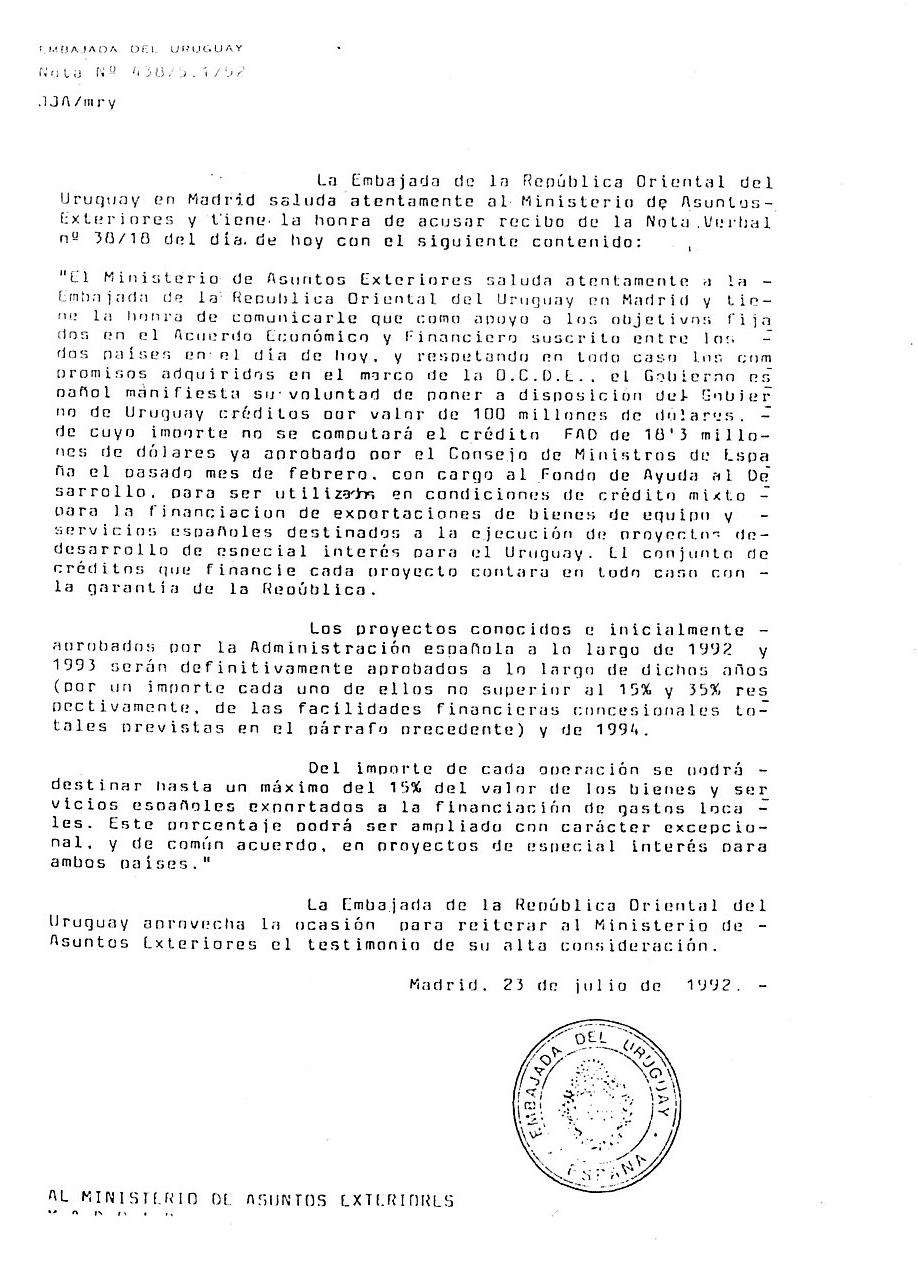
Segunda Parte del Tratado de Cooperación y Amistad

La Cumbre de Presidentes en Madrid, en julio de 1992, marca un mojón en la actuación del presidente uruguayo en esos eventos. Se conmemoraban los 500 años del descubrimiento de América. Aprovecharía, además, para presentarse, ante sus socios de la comunidad europea, como el portavoz natural de los intereses de sus excolonias. Cien años antes, un uruguayo, don Juan Zorrilla de San Martín había sido, en aquellas efemérides, la voz que representó a Iberoamérica.

#### Relaciones diplomáticas con Estados Unidos: el Plan Brady
Ver Deuda externa.

### Un dolor de cabeza: el caso Berríos
Desde fines de 1991, se encontraba secretamente en Uruguay del chileno Eugenio Berríos, exagente de la DINA involucrado en el caso de Orlando Letelier. En 1993 quedó en evidencia que había un operativo conjunto de la inteligencia militar chilena y uruguaya. Esto ocasionó un incidente policial, político y diplomático. Lacalle se encontraba en Londres y debió retornar de urgencia para enfrentar este escándalo, que motivó que fueran convocados a declarar al Parlamento los ministros de Defensa, Mariano Brito (quien poco después caería como consecuencia de este incidente), de Relaciones Exteriores, Sergio Abreu y del Interior, Juan Andrés Ramírez (quien tuvo que destituir al jefe de policía de Canelones). 

### Final de la gestión

#### Sucesos del Hospital Filtro
Cuando la campaña electoral subía de tono, estalló el más grave enfrentamiento entre la policía y manifestantes callejeros que se haya registrado en el Uruguay desde la década de 1970. El gobierno, cumpliendo una sentencia del Poder Judicial, pretendía extraditar tres miembros de ETA que eran requeridos en España. El Frente Amplio, contra la sentencia judicial, llamó a manifestarse frente al Hospital donde estaban los guerrilleros. Militantes de esa fuerza política y miembros del MLN-T, emprendieron disparos contra ambulancias, policías y civiles. La acción dejó como saldo un muerto y varios heridos. Este episodio, además de grave, fue sumamente divisivo a nivel político y de opinión pública en general.

#### Una reforma constitucional abortada
Mucho se habló y se discutió de una posible reforma constitucional que permitiese modificar el mecanismo de elección presidencial; pero las idas y venidas de posiciones de los sectores no lo hicieron posible. Se perdió la ocasión de reformar el atomizado y disperso sistema político uruguayo para que pudiesen votar juntos los que pensasen igual.
Finalmente, los líderes políticos acordaron una "minireforma": habilitar el voto cruzado (es decir, poder votar un candidato a la Presidencia de un partido y un candidato a la Intendencia de otro partido); sin embargo, esta minireforma fue sometida a plebiscito, que resultó ampliamente desfavorable.

#### El "delfín" presidencial
En Uruguay no existe la reelección presidencial inmediata, por lo cual Lacalle no podía volver a ser candidato en las elecciones presidenciales de 1994. De modo que se imponía elegir un candidato por el Herrerismo, sector de gobierno. El proceso fue trabajoso, no exento de polémica, y divisivo. Ya desde el inicio del periodo gubernamental empezaron a sonar posibles candidatos: Héctor Martín Sturla, Juan Carlos Raffo, Juan Andrés Ramírez, hasta Gonzalo Aguirre eran mencionados. La muerte prematura de Sturla dejó este proceso en suspenso. También se mencionó después a Carlos Cat y a Ignacio de Posadas.
Mientras tanto, el veterano senador Walter Santoro venía apoyando sistemáticamente a Alberto Volonté, a la sazón presidente de UTE. Y esta precandidatura fue reuniendo cada vez más apoyo. Sus adherentes, en tanto, esperaban con recelo el momento de la designación del "delfín" presidencial, lo que llamaban el "dedazo" de Lacalle.
Otra controversia se planteó a raíz de las aspiraciones presidenciales del vicepresidente Gonzalo Aguirre. Su movimiento Renovación y Victoria había cosechado una promisoria votación en 1989 que superó a los votos del otrora poderoso movimiento Por la Patria, lo cual le había dado pie a Aguirre para pensar que él podía encabezar una gran columna electoral nacionalista; esto lo hizo proclamarse candidato. Pero pronto, las encuestas le mostraron lo escasas de sus chances de resultar electo.
Finalmente, Ramírez fue el candidato del Herrerismo, acompañado por Juan Chiruchi en la fórmula, y apoyado por Aguirre con una lista propia al Senado. En consecuencia, Volonté se escindió, formando Manos a la Obra. Fue acompañado por el exministro Álvaro Ramos, que anteriormente se había separado del gobierno por serias discrepancias con Lacalle. En tanto Juan Carlos Raffo, que nunca había perdido sus esperanzas de ser candidato, quedó relegado a un tercer plano; se postuló a diputado, apoyando a Volonté.
De todos modos, estas dos candidaturas presidenciales, Ramírez y Volonté, dinamizaron a un partido que estaba alicaído en intenciones de voto; de hecho, la diferencia en el resultado de votación respecto del partido ganador, los colorados, fue de apenas 20 000 votos.

#### Gabinete ministerial
| Gabinete de Ministros del Gobierno de Luis Alberto Lacalle de Herrera | Gabinete de Ministros del Gobierno de Luis Alberto Lacalle de Herrera | Gabinete de Ministros del Gobierno de Luis Alberto Lacalle de Herrera | Gabinete de Ministros del Gobierno de Luis Alberto Lacalle de Herrera | Gabinete de Ministros del Gobierno de Luis Alberto Lacalle de Herrera | |
| Ministerio/Oficina/Secretaría                                         | Ministro/Director/Secretario                                          | Partido                                                               | Partido                                                               | Período                                                               | Subsecretario/Subdirector/Prosecretario |
| --------------------------------------------------------------------- | --------------------------------------------------------------------- | --------------------------------------------------------------------- | --------------------------------------------------------------------- | --------------------------------------------------------------------- | --- |
| Ministerio del Interior                                               | Juan Andrés Ramírez                                                   |                                                                       | Nacional                                                              | 1 de marzo de 1990-10 de noviembre de 1993                            | Carlos Moreira |
| Ministerio del Interior                                               | Raúl Iturria                                                          |                                                                       | Nacional                                                              | 10 de noviembre de 1993-17 de mayo de 1994                            | Juan Luis Storace (10 de noviembre de 1993-10 de mayo de 1994) Ignacio Risso Abadie (10 de mayo de 1994-17 de mayo de 1994) |
| Ministerio del Interior                                               | Ángel María Gianola                                                   |                                                                       | Nacional                                                              | 17 de mayo de 1994-1 de marzo de 1995                                 | Ignacio Risso Abadie |
| Ministerio de Relaciones Exteriores                                   | Héctor Gros Espiell                                                   |                                                                       | Nacional                                                              | 1 de marzo de 1990-4 de enero de 1993                                 | Eduardo Mezzera |
| Ministerio de Relaciones Exteriores                                   | Sergio Abreu                                                          |                                                                       | Nacional                                                              | 4 de enero de 1993-1 de marzo de 1995                                 | José María Gamio |
| Ministerio de Economía y Finanzas                                     | Enrique Braga                                                         |                                                                       | Nacional                                                              | 1 de marzo de 1990-10 de febrero de 1992                              | Nicolás Herrera Oreggia (1 de marzo de 1990-12 de marzo de 1991) Javier de Haedo (12 de marzo de 1991-4 de noviembre de 1991) Gustavo Licandro (4 de noviembre de 1991-10 de febrero de 1992)                                                                                |
| Ministerio de Economía y Finanzas                                     | Ignacio de Posadas                                                    |                                                                       | Nacional                                                              | 10 de febrero de 1992-15 de febrero de 1995                           | Gustavo Licandro |
| Ministerio de Economía y Finanzas                                     | Daniel Hugo Martins                                                   |                                                                       | Nacional                                                              | 15 de febrero de 1995-1 de marzo de 1995                              | Jorge Campomar |
| Ministerio de Defensa Nacional                                        | Mariano Brito                                                         |                                                                       | Nacional                                                              | 1 de marzo de 1990-18 de agosto de 1993                               | Carlos Delpiazzo (1 de marzo de 1990-10 de junio de 1991) Ignacio Risso Abadie (13 de junio de 1991-10 de septiembre de 1992) José María Barbé Delacroix (10 de septiembre de 1992-18 de marzo de 1993) Rodolfo González Rissotto (20 de abril de 1993-18 de agosto de 1993) |
| Ministerio de Defensa Nacional                                        | Daniel Hugo Martins                                                   |                                                                       | Nacional                                                              | 18 de agosto de 1993-15 de febrero de 1995                            | Rodolfo González Rissotto |
| Ministerio de Defensa Nacional                                        | Rodolfo González Rissotto                                             |                                                                       | Nacional                                                              | 15 de febrero de 1995-1 de marzo de 1995                              | |
| Ministerio de Educación y Cultura                                     | Guillermo García Costa                                                |                                                                       | Nacional                                                              | 1 de marzo de 1990-12 de agosto de 1992                               | Carlos Rodríguez Labruna |
| Ministerio de Educación y Cultura                                     | Antonio Mercader                                                      |                                                                       | Nacional                                                              | 12 de agosto de 1992-1 de marzo de 1995                               | Pablo Landoni |
| Ministerio de Industria y Energía/Industria, Energía y Minería        | Augusto Montesdeoca                                                   |                                                                       | Colorado                                                              | 1 de marzo de 1990-10 de febrero de 1992                              | Gustavo Cersósimo |
| Ministerio de Industria y Energía/Industria, Energía y Minería        | Eduardo Ache                                                          |                                                                       | Colorado                                                              | 10 de febrero de 1992-6 de mayo de 1994                               | Gustavo Cersósimo |
| Ministerio de Industria y Energía/Industria, Energía y Minería        | Miguel Ángel Galán                                                    |                                                                       | Nacional                                                              | 6 de mayo de 1994-1 de marzo de 1995                                  | Santiago Urioste |
| Ministerio de Salud Pública                                           | Alfredo Solari                                                        |                                                                       | Colorado                                                              | 1 de marzo de 1990-24 de mayo de 1991                                 | Julio César Maglione |
| Ministerio de Salud Pública                                           | Carlos Delpiazzo                                                      |                                                                       | Nacional                                                              | 10 de junio de 1991-12 de agosto de 1992                              | Julio César Leivas |
| Ministerio de Salud Pública                                           | Guillermo García Costa                                                |                                                                       | Nacional                                                              | 12 de agosto de 1992-1 de marzo de 1995                               | Odel Abisab |
| Ministerio de Ganadería, Agricultura y Pesca                          | Álvaro Ramos                                                          |                                                                       | Nacional                                                              | 1 de marzo de 1990-1 de febrero de 1993                               | Gustavo Ferrés (1 de marzo de 1990-9 de diciembre de 1991) Pedro Saravia Fratti (9 de diciembre de 1991-1 de febrero de 1993) |
| Ministerio de Ganadería, Agricultura y Pesca                          | Pedro Saravia Fratti                                                  |                                                                       | Nacional                                                              | 15 de marzo de 1993-2 de septiembre de 1994                           | Gonzalo Cibils |
| Ministerio de Ganadería, Agricultura y Pesca                          | Gonzalo Cibils                                                        |                                                                       | Nacional                                                              | 2 de septiembre de 1994-1 de marzo de 1995                            | Julio Gavarone |
| Ministerio de Trabajo y Seguridad Social                              | Carlos Cat                                                            |                                                                       | Nacional                                                              | 1 de marzo de 1990-27 de agosto de 1991                               | Álvaro Carbone (1 de marzo de 1990-27 de junio de 1991) Ricardo Reilly Salaverri (27 de junio de 1991-27 de agosto de 1991) |
| Ministerio de Trabajo y Seguridad Social                              | Álvaro Carbone                                                        |                                                                       | Nacional                                                              | 27 de agosto de 1991-1 de septiembre de 1993                          | Ricardo Reilly Salaverri |
| Ministerio de Trabajo y Seguridad Social                              | Ricardo Reilly Salaverri                                              |                                                                       | Nacional                                                              | 1 de septiembre de 1993-1 de marzo de 1995                            | Gonzalo Irrazábal |
| Ministerio de Transporte y Obras Públicas                             | Wilson Elso Goñi                                                      |                                                                       | Nacional                                                              | 1 de marzo de 1990-12 de marzo de 1993                                | Conrado Serrentino (1 de marzo de 1990-12 de marzo de 1991) Ricardo Gorosito (12 de marzo de 1991-12 de marzo de 1993) |
| Ministerio de Transporte y Obras Públicas                             | Juan Carlos Raffo                                                     |                                                                       | Nacional                                                              | 12 de marzo de 1993-20 de junio de 1994                               | José María Barbé Delacroix |
| Ministerio de Transporte y Obras Públicas                             | José Luis Ovalle                                                      |                                                                       | Nacional                                                              | 20 de junio de 1994-1 de marzo de 1995                                | José María Barbé Delacroix |
| Ministerio de Turismo                                                 | José Villar Gómez                                                     |                                                                       | Colorado                                                              | 1 de marzo de 1990-6 de mayo de 1994                                  | Amadeo Ottati (1 de marzo de 1990-2 de marzo de 1993) Jorge Azar Gómez (2 de marzo de 1993-8 de noviembre de 1993) Jorge Borad Arriera (8 de noviembre de 1993-6 de mayo de 1994)                                                                                            |
| Ministerio de Turismo                                                 | Mario Amestoy                                                         |                                                                       | Nacional                                                              | 6 de mayo de 1994-1 de marzo de 1995                                  | Daniel Cambón |
| Ministerio de Vivienda, Ordenamiento Territorial y Medio Ambiente     | Raúl Lago                                                             |                                                                       | Colorado                                                              | 30 de mayo de 1990-10 de febrero de 1992                              | Walter Graiño |
| Ministerio de Vivienda, Ordenamiento Territorial y Medio Ambiente     | José María Mieres Muró                                                |                                                                       | Nacional                                                              | 18 de febrero de 1992-30 de diciembre de 1992                         | Julio César Baliño |
| Ministerio de Vivienda, Ordenamiento Territorial y Medio Ambiente     | Manuel Antonio Romay                                                  |                                                                       | Nacional                                                              | 4 de enero de 1993-1 de marzo de 1995                                 | Julio César Baliño |
| Oficina de Planeamiento y Presupuesto                                 | Conrado Hughes                                                        |                                                                       | Nacional                                                              | 1 de marzo de 1990-26 de agosto de 1991                               | Rosario Medero (9 de mayo de 1990-13 de agosto de 1990) Washington Abdala (13 de agosto de 1990-18 de junio de 1991) Ana María Acosta y Lara (15 de julio de 1991-26 de agosto de 1991)                                                                                      |
| Oficina de Planeamiento y Presupuesto                                 | Carlos Cat                                                            |                                                                       | Nacional                                                              | 27 de agosto de 1991-18 de octubre de 1993                            | Ana María Acosta y Lara |
| Oficina de Planeamiento y Presupuesto                                 | Javier de Haedo                                                       |                                                                       | Nacional                                                              | 18 de octubre de 1993-1 de marzo de 1995                              | Ana María Acosta y Lara (18 de octubre de 1993-20 de junio de 1994) Casilda Echevarría (20 de junio de 1994-1 de marzo de 1995) |
| Secretaría de Presidencia de la República                             | Pablo García Pintos                                                   |                                                                       | Nacional                                                              | 1 de marzo de 1990-1 de marzo de 1995                                 | Augusto Durán Martínez |

## Actuación tras la presidencia
Al igual que varios antecesores en el sillón presidencial, Lacalle siguió participando en política a alto nivel; desde 1995 en adelante, cada vez que ha sido entrevistado, sin excepción, sus declaraciones han provocado hechos políticos.

### La "embestida baguala"
Durante 1995, que algunos han llamado el "annus terribilis del Partido Nacional", hubo innumerables denuncias de corrupción contra jerarcas de su gobierno, e incluso contra su persona.
Las denuncias de presuntas irregularidades en la privatización del Banco Pan de Azúcar, que empezaron a surgir en 1995, dieron lugar a una investigación judicial y esta, a su vez, al procesamiento de dos ex altos cargos del Gobierno de Lacalle, el exasesor presidencial Daniel Cambón y el exministro y expresidente del BCU Enrique Braga. Dentro de dicha investigación judicial, la exsecretaría de Luis Alberto Lacalle, Martha De Fuentes, fue considerada figura clave dentro de la investigación por corrupción, De Fuentes declaró que se le hurtaron datos importantes de su residencia, cruciales para la investigación; extremo que nunca se pudo comprobar, constando solo los dichos de esa persona.
Ante toda esta ola de denuncias, Lacalle recurrió a una figura extraída de la vieja carrera política de su abuelo, Luis Alberto de Herrera: alegó que estaban emprendiendo una "embestida baguala" en su contra.

### El "Caso Focoex"
El “Caso Focoex” se dio a conocer 1996 por una denuncia realizada por dos legisladores del Frente Amplio, Leonardo Nicolini y Carlos Pita, denunciando estos, un caso de corrupción durante el gobierno de Lacalle que involucraría a altos cargos del gobierno de ese momento. Las denuncias se basaron en una prueba de tres faxes, que implicaban que hombres del Partido Nacional fueron sobornados en el negocio, dicho negocio vinculaban la compra de equipamiento médico proveniente de España por un monto cercano a los U$S 100 millones de dólares. El dinero provenía de un préstamo del Fondo de Ayuda al Desarrollo del Gobierno de España otorgado por el Gobierno Español y gestionado por Focoex (Fomento de Comercio Exterior S.A.) a través de Eductrade.
Dichos documentos presentados por el diputado Nicolini, eran según el fallo judicial, falsos. El perito calígrafo Oscar Víctor Rachetti realizó una pericia al respecto. Nicolini luego de eso fue sometido al Tribunal de Ética del Frente Amplio, y la parcialidad blanca y colorada del Parlamento le inició un juicio político que terminó con el resultado de la suspensión de su banca por seis meses a partir del 20 de marzo de 1997.

### Reunión de “los nueve” y entrevista de Daniel Figares
La reunión de "los nueve" fue una reunión acaecida en Buenos Aires, Argentina, en el barrio de la Recoleta a fines de 1999, el todavía presidente Carlos Menem se reunió a cenar con su ya electo reemplazante Fernando de la Rúa, con el también electo presidente uruguayo Jorge Batlle, con el expresidente estadounidense George Bush (padre) y el expresidente uruguayo Luis Alberto Lacalle, el lugar del encuentro fue la residencia de uno de los hermanos Röhm: el temario de la comida incluyó el combate al lavado de dinero y el anfitrión fue José Röhm, prófugo de la Justicia argentina, ubicado en Nueva York y buscado justamente por enjuagues financieros. Este nivel de contactos es explicado por la amistad de los hermanos con personas como Henry Kissinger, algunos Rockefellers, José Alfredo Martínez de Hoz y David Mulford. Cuando a Lacalle en una entrevista hecha el 4 de abril de 2005 por el periodista Daniel Figares, se le consultó sobre el objeto de la reunión, el expresidente confesó: le voy a contestar la verdad, aunque quizá no completa, y enumeró temas menores de la reunión, como una charla sobre la hipotética legalización de la marihuana. El expresidente Menem que se encontraba en dicha reunión, le comentó en otra entrevista en el diario "El Clarín", que en la reunión se habló de lavado de dinero.
Lacalle Herrera sobre el final de dicha nota, afirmaría "que había pasado uno de los momentos más desagradables de (su) vida". El programa encontraría el final inesperado luego de esa edición. Figares, tiempo después, en una columna de opinión y a raíz de otra nota en que se le recuerda el hecho al expresidente, afirma que "ni bien salió del canal fue decirle a Vicky Scheck, una de las productoras del programa (Ciudad Oculta), 'Si tu padre viviera este programa no salía al aire', palabras que me fueron repetidas ante todos los técnicos y empleados del canal presentes en el piso", en referencia al recientemente difunto Carlos Eugenio Scheck. "El programa salió subrepticiamente después de casi un mes y sin promoción ninguna producto de una pulseada que le jugué con interpósitas personas -empleados del canal- a la directiva, puesta entre la espada y la pared x la presión del Cuqui y la mía que lo tenía grabado en MP3 y amenazaba con darlo a conocer contando la verdad de lo acontecido. Admití esa censura sólo en aras del interés público general al que nos debemos y sometemos todos los periodistas", finaliza Figares.

## Libros de su autoría
| Título en español                                          | Año de publicación | Observaciones | ISBN                |
| Trasfoguero                                                | 1963               | Es el primer libro de Luis Alberto Lacalle, libro que ha causado reciente polémica por la alabanza del autor del libro al dictador español Francisco Franco, en un fragmento del mismo libro |                     |
| Herrera, un nacionalismo oriental                          | 1978               | Libro bibliográfico del caudillo nacionalista Luis Alberto de Herrera | ISBN 84-8291-089-2. |
| El guardian de mi Hermano                                  | 1998               | Intervenciones en el Senado, discursos y escritos que pautan las opiniones y actitudes sobre el pueblo de Israel, el sionismo, la discriminación racial y el antisemitismo. |                     |
| América Latina entre Trump y China: el cambio esperado     | 2017               | |                     |
| Mercosur. Nacimiento, vida y decadencia                    | 2020               | Una mirada sobre el proceso gestacional del Mercosur y sus primeros años de desarrollo. | ISBN 9789974899131. |
| LA HISTORIA VIVIDA - El Herrerismo 1980-1989               | 2021               | Este libro recoge el testimonio de los años fermentales en que su autor, Luis Alberto Lacalle Herrera, fue testigo y protagonista de la vida política del Uruguay. Desde sus comienzos en la actividad partidaria, como joven entusiasta y lleno de ideales que hacía sus primeras armas en la política, hasta el triunfo electoral que llevó al Partido Nacional al gobierno y a él como presidente, estas páginas recorren un período clave en nuestra historia reciente. |                     |
| LA HISTORIA VIVIDA - El Gobierno 1990-1995 <un país mejor> | 2025               | Este libro da cuenta de los logros obtenidos, pero no rehúye los aspectos conflictivos de aquellos años: las crisis bancarias, el caso Berríos, los sucesos ocurridos en el hospital Filtro, entre otros. Un texto apasionado, valiente y comprometido, que propone una mirada inquisitiva a nuestra identidad como sociedad, para reflexionar sobre hechos que aún forman parte del presente. La dedicación y entrega que el Dr. Lacalle Herrera puso en su labor como gobernante se reflejan en cada página, dando cuenta de su profundo compromiso con el país. Su ambición era, al finalizar su gestión, entregar "un país mejor". Este libro es testimonio de ese esfuerzo. |                     |

## Condecoraciones

Escudo atribuido como caballero de la Orden de Isabel la Católica.

### Doctorhonoris causa
- 1992 - Universidad Complutense de Madrid - España
- 1992 - Universidad Hebrea de Jerusalén - Israel
- 1993 - Universidad Autónoma de Guadalajara - México
- 1996 - Universidad Nacional de Asunción- Paraguay

### Distinciones internacionales
- 1990 - Gran Collar de la Orden Nacional al Mérito de Ecuador
- 1991 - Gran Collar de la Orden al Mérito de Chile
- 1991 - Collar de la Orden del Libertador Gral. San Martín de Argentina
- 1991 - Gran Collar del Cóndor de los Andes de Bolivia
- 1991 - Gran Cruz de la Orden de la Cruz del Sur de Brasil

- 1992 - Collar de la Orden de Isabel la Católica[59]
- 1994 - Medalla de Oro de la Junta de Galicia
- 2015 - Premio Alberdi a la Valiente Defensa de la Libertad de Fundación Federalismo y Libertad.[60]
- 1993 - Caballero de la Gran Cruz de la Orden de San Miguel y San Jorge[61]

### Distinciones nacionales
- Medalla al Mérito Militar en el grado Oficial General ( Uruguay, 2011)..[62][63]